# Super Bowl MVP
Il titolo di Super Bowl MVP o Super Bowl Most Valuable Player è il premio che viene assegnato dalla National Football League al miglior giocatore del Super Bowl. Il premio viene assegnato da una giuria di 16 esperti di football americano a cui dal Super Bowl XXXV si è aggiunta una votazione popolare che avviene durante la partita.
Il giocatore che ha vinto per il maggior numero di volte questo riconoscimento è Tom Brady, che l'ha ottenuto in cinque occasioni, mentre solo Joe Montana e Patrick Mahomes, ci sono riusciti per tre volte e altri tre, ovvero Bart Starr, Terry Bradshaw e Eli Manning, per due. Fino ad oggi, solo una volta il titolo è andato ad un giocatore della squadra sconfitta, vale a dire a Chuck Howley, che nel Super Bowl V venne premiato nonostante i suoi Dallas Cowboys fossero stati sconfitti per 16 a 13 dai Baltimore Colts. Howley, inoltre, nella stessa occasione divenne il primo difensore ad aggiudicarsi il premio.
La difesa dei Cowboys detiene anche un altro primato: nel Super Bowl XII il premio venne concesso per la prima e finora unica volta ex aequo, infatti gli MVP risultarono il defensive tackle Randy White e il defensive end Harvey Martin, protagonisti del successo per 27 a 10 sui Denver Broncos.
Su cinquantanove titoli assegnati in cinquantanove edizioni a quarantanove giocatori diversi, trentaquattro volte è stato premiato un quarterback; in totale, cinquanta volte è stato premiato un giocatore dell'attacco e dieci volte un difensore, mentre l'unico MVP appartenente ad uno special team è stato Desmond Howard, kick e punt returner dei Green Bay Packers nel Super Bowl XXXI.

## Albo d'oro
| Stagione | Super Bowl         | Vincitore           | Ruolo              | Squadra              |
| -------- | ------------------ | ------------------- | ------------------ | -------------------- |
| 1966     | Super Bowl I       | Bart Starr          | quarterback        | Green Bay Packers    |
| 1967     | Super Bowl II      | Bart Starr (2)      | quarterback        | Green Bay Packers    |
| 1968     | Super Bowl III     | Joe Namath          | quarterback        | New York Jets        |
| 1969     | Super Bowl IV      | Len Dawson          | quarterback        | Kansas City Chiefs   |
| 1970     | Super Bowl V       | Chuck Howley        | linebacker         | Dallas Cowboys       |
| 1971     | Super Bowl VI      | Roger Staubach      | quarterback        | Dallas Cowboys       |
| 1972     | Super Bowl VII     | Jake Scott          | safety             | Miami Dolphins       |
| 1973     | Super Bowl VIII    | Larry Csonka        | running back       | Miami Dolphins       |
| 1974     | Super Bowl IX      | Franco Harris       | running back       | Pittsburgh Steelers  |
| 1975     | Super Bowl X       | Lynn Swann          | wide receiver      | Pittsburgh Steelers  |
| 1976     | Super Bowl XI      | Fred Biletnikoff    | wide receiver      | Oakland Raiders      |
| 1977     | Super Bowl XII     | Randy White         | defensive tackle   | Dallas Cowboys       |
| 1977     | Super Bowl XII     | Harvey Martin       | defensive end      | Dallas Cowboys       |
| 1978     | Super Bowl XIII    | Terry Bradshaw      | quarterback        | Pittsburgh Steelers  |
| 1979     | Super Bowl XIV     | Terry Bradshaw (2)  | quarterback        | Pittsburgh Steelers  |
| 1980     | Super Bowl XV      | Jim Plunkett        | quarterback        | Oakland Raiders      |
| 1981     | Super Bowl XVI     | Joe Montana         | quarterback        | San Francisco 49ers  |
| 1982     | Super Bowl XVII    | John Riggins        | running back       | Washington Redskins  |
| 1983     | Super Bowl XVIII   | Marcus Allen        | running back       | Los Angeles Raiders  |
| 1984     | Super Bowl XIX     | Joe Montana (2)     | quarterback        | San Francisco 49ers  |
| 1985     | Super Bowl XX      | Richard Dent        | defensive end      | Chicago Bears        |
| 1986     | Super Bowl XXI     | Phil Simms          | quarterback        | New York Giants      |
| 1987     | Super Bowl XXII    | Doug Williams       | quarterback        | Washington Redskins  |
| 1988     | Super Bowl XXIII   | Jerry Rice          | wide receiver      | San Francisco 49ers  |
| 1989     | Super Bowl XXIV    | Joe Montana (3)     | quarterback        | San Francisco 49ers  |
| 1990     | Super Bowl XXV     | Ottis Anderson      | running back       | New York Giants      |
| 1991     | Super Bowl XXVI    | Mark Rypien         | quarterback        | Washington Redskins  |
| 1992     | Super Bowl XXVII   | Troy Aikman         | quarterback        | Dallas Cowboys       |
| 1993     | Super Bowl XXVIII  | Emmitt Smith        | running back       | Dallas Cowboys       |
| 1994     | Super Bowl XXIX    | Steve Young         | quarterback        | San Francisco 49ers  |
| 1995     | Super Bowl XXX     | Larry Brown         | cornerback         | Dallas Cowboys       |
| 1996     | Super Bowl XXXI    | Desmond Howard      | kick/punt returner | Green Bay Packers    |
| 1997     | Super Bowl XXXII   | Terrell Davis       | running back       | Denver Broncos       |
| 1998     | Super Bowl XXXIII  | John Elway          | quarterback        | Denver Broncos       |
| 1999     | Super Bowl XXXIV   | Kurt Warner         | quarterback        | Saint Louis Rams     |
| 2000     | Super Bowl XXXV    | Ray Lewis           | linebacker         | Baltimore Ravens     |
| 2001     | Super Bowl XXXVI   | Tom Brady           | quarterback        | New England Patriots |
| 2002     | Super Bowl XXXVII  | Dexter Jackson      | free safety        | Tampa Bay Buccaneers |
| 2003     | Super Bowl XXXVIII | Tom Brady (2)       | quarterback        | New England Patriots |
| 2004     | Super Bowl XXXIX   | Deion Branch        | wide receiver      | New England Patriots |
| 2005     | Super Bowl XL      | Hines Ward          | wide receiver      | Pittsburgh Steelers  |
| 2006     | Super Bowl XLI     | Peyton Manning      | quarterback        | Indianapolis Colts   |
| 2007     | Super Bowl XLII    | Eli Manning         | quarterback        | New York Giants      |
| 2008     | Super Bowl XLIII   | Santonio Holmes     | wide receiver      | Pittsburgh Steelers  |
| 2009     | Super Bowl XLIV    | Drew Brees          | quarterback        | New Orleans Saints   |
| 2010     | Super Bowl XLV     | Aaron Rodgers       | quarterback        | Green Bay Packers    |
| 2011     | Super Bowl XLVI    | Eli Manning (2)     | quarterback        | New York Giants      |
| 2012     | Super Bowl XLVII   | Joe Flacco          | quarterback        | Baltimore Ravens     |
| 2013     | Super Bowl XLVIII  | Malcolm Smith       | linebacker         | Seattle Seahawks     |
| 2014     | Super Bowl XLIX    | Tom Brady (3)       | quarterback        | New England Patriots |
| 2015     | Super Bowl 50      | Von Miller          | linebacker         | Denver Broncos       |
| 2016     | Super Bowl LI      | Tom Brady (4)       | quarterback        | New England Patriots |
| 2017     | Super Bowl LII     | Nick Foles          | quarterback        | Philadelphia Eagles  |
| 2018     | Super Bowl LIII    | Julian Edelman      | wide receiver      | New England Patriots |
| 2019     | Super Bowl LIV     | Patrick Mahomes     | quarterback        | Kansas City Chiefs   |
| 2020     | Super Bowl LV      | Tom Brady (5)       | quarterback        | Tampa Bay Buccaneers |
| 2021     | Super Bowl LVI     | Cooper Kupp         | wide receiver      | Los Angeles Rams     |
| 2022     | Super Bowl LVII    | Patrick Mahomes (2) | quarterback        | Kansas City Chiefs   |
| 2023     | Super Bowl LVIII   | Patrick Mahomes (3) | quarterback        | Kansas City Chiefs   |
| 2024     | Super Bowl LIX     | Jalen Hurts         | quarterback        | Philadelphia Eagles  |

legenda
- (2): secondo titolo
- (3): terzo titolo
- (4): quarto titolo
- : giocatore ammesso alla Pro Football Hall of Fame
- : giocatore ancora in attività

### Titoli per squadra
| Squadra               | Titoli |
| --------------------- | ------ |
| Pittsburgh Steelers   | 6      |
| New England Patriots  | 6      |
| Dallas Cowboys        | 6      |
| San Francisco 49ers   | 5      |
| Green Bay Packers     | 4      |
| New York Giants       | 4      |
| Kansas City Chiefs    | 4      |
| Washington Commanders | 3      |
| Denver Broncos        | 3      |
| Oakland Raiders       | 2      |
| Miami Dolphins        | 2      |
| Baltimore Ravens      | 2      |
| Tampa Bay Buccaneers  | 2      |
| Philadelphia Eagles   | 2      |
| Baltimore Colts       | 1      |
| Los Angeles Raiders   | 1      |
| Chicago Bears         | 1      |
| Indianapolis Colts    | 1      |
| New Orleans Saints    | 1      |
| New York Jets         | 1      |
| St. Louis Rams        | 1      |
| Seattle Seahawks      | 1      |
| Los Angeles Rams      | 1      |

### Titoli per ruolo
| Ruolo                       | Titoli |
| --------------------------- | ------ |
| Quarterback                 | 34     |
| Wide receiver               | 8      |
| Running back                | 7      |
| Linebacker                  | 4      |
| Defensive end               | 2      |
| Safety                      | 2      |
| Cornerback                  | 1      |
| Defensive tackle            | 1      |
| Kick returner/punt returner | 1      |